# Стрибки з трампліна на зимових Олімпійських іграх 1968
Змагання зі стрибків з трампліна на зимових Олімпійських іграх 1972 тривали з 11 до 18 лютого. Розіграно два комплекти нагород. Стрибки з великого трампліна відбулись у Сен-Нізьє-дю-Мушротт, а з нормального - у Отрані (Франція).

## Чемпіони та призери

### Таблиця медалей
| Місце              | Країна               | Золото | Срібло | Бронза | Загалом |
| ------------------ | -------------------- | ------ | ------ | ------ | ------- |
| 1                  | Чехословаччина (TCH) | 1      | 1      | 0      | 2       |
| 2                  | СРСР (URS)           | 1      | 0      | 0      | 1       |
| 3                  | Австрія (AUT)        | 0      | 1      | 1      | 2       |
| 4                  | Норвегія (NOR)       | 0      | 0      | 1      | 1       |
| Загалом (4 збірні) | Загалом (4 збірні)   | 2      | 2      | 2      | 6       |

### Види програми
| Дисципліна          | Золото                      | Золото | Срібло                      | Срібло | Бронза                    | Бронза |
| ------------------- | --------------------------- | ------ | --------------------------- | ------ | ------------------------- | ------ |
| Нормальний трамплін | Їржі Рашка · Чехословаччина | 216.5  | Райнгольд Бахлер · Австрія  | 214.2  | Бальдур Праймль · Австрія | 212.6  |
| Великий трамплін    | Володимир Бєлоусов · СРСР   | 231.3  | Їржі Рашка · Чехословаччина | 229.4  | Ларс Ґріні · Норвегія     | 214.3  |

## Країни-учасниці
У змаганнях зі стрибків з трампліна на Олімпійських іграх у Греноблі взяли участь спортсмени 17-ти країн.
- Австрія (4)
- Канада (3)
- Фінляндія (5)
- Франція (4)
- Західна Німеччина (4)
- НДР (4)
- Угорщина (2)
- Італія (1)
- Японія (5)
- Норвегія (5)
- Польща (4)
- Швейцарія (1)
- Швеція (5)
- Чехословаччина (5)
- СРСР (4)
- США (5)
- Югославія (5)